# Gra mandolina
Gra mandolina – drugi album grupy Śrubki, założonej przez Michała Jurkiewicza. Wydany 22 maja 2012 przez Towarowy Transport Drogowy Adam Konieczny. Koncertowa premiera płyty odbyła się w Lizard King w Krakowie.
Pierwszym singlem promującym płytę był utwór Cierpliwe anioły.

## Lista utworów
(Źródło:)
| 1.  | Cierpliwe anioły                                                            | 4:36  |
|     | muzyka: Michał Jurkiewicz; słowa: Michał Zabłocki                           |       |
| 2.  | Galaktyki mądrych słów                                                      | 4:35  |
|     | muzyka: Michał Jurkiewicz; słowa: Michał Zabłocki                           |       |
| 3.  | Stacja                                                                      | 3:41  |
|     | muzyka: Michał Jurkiewicz; słowa: Michał Jurkiewicz                         |       |
| 4.  | Kto rozrabiał                                                               | 3:21  |
|     | muzyka: Michał Jurkiewicz; słowa: Michał Zabłocki                           |       |
| 5.  | Małe em                                                                     | 3:47  |
|     | muzyka: Michał Jurkiewicz; słowa: Michał Zabłocki                           |       |
| 6.  | Wybieram kolej                                                              | 3:36  |
|     | muzyka: Michał Jurkiewicz; słowa: Michał Jurkiewicz                         |       |
| 7.  | Before goodbye (śpiewa: Kuba Badach)                                        | 5:01  |
|     | muzyka: Michał Jurkiewicz; słowa: Anna Maywald                              |       |
| 8.  | Tylko jedna jest taka noc (śpiewa: Michał Jurkiewicz i grupa Chocholanie)   | 3:33  |
|     | muzyka: Michał Jurkiewicz; słowa: Michał Jurkiewicz                         |       |
| 9.  | Piosenka o drezynie (śpiewają: Andrzej Sikorowski, Michał Jurkiewicz)       | 3:00  |
|     | muzyka: Michał Jurkiewicz; słowa: Andrzej Sikorowski                        |       |
| 10. | Kolejowa jesień (śpiewają: Krzysztof Napiórkowski, Michał Jurkiewicz)       | 4:16  |
|     | muzyka: Michał Jurkiewicz; słowa: Michał Jurkiewicz, Krzysztof Napiórkowski |       |
| 11. | Pora spać                                                                   | 3:25  |
|     | muzyka: Michał Jurkiewicz; słowa: Michał Jurkiewicz                         |       |
|     |                                                                             | 42:51 |
|     |                                                                             |       |

## Personel
(Źródło: )

### Śpiewają
- Michał Jurkiewicz (1,2,3,4,5,6,8,9,10)
- Ewa Niewdana-Hady (1,4)
- Agnieszka Jurkiewicz (2,11)
- Maja Sikorowska (9)
- Andrzej Sikorowski (9)
- Kuba Badach (7)
- Krzysztof Napiórkowski (10)
- Zespokół wokalny Chocholanie (8)

### Grają
- Michał Jurkiewicz - fortepian (1,2,4,5,6,7,10,11), organy Hammonda (2,4,7,9,10), Fender Rhodes (9), instrumenty klawiszowe (5,9,10,11), Moog Prodigy (4,5), darabouka (5), melodyka (5), skrzypce (8,10), altówka (8,10), pianino (4), akordeon (8), fujarka (8), flet chiński (10)
- Jacek Królik - gitary (1,2,4,5,7,9,10), banjo (6)
- Łukasz Adamczyk - gitara basowa (1,2,4,5,6,9,10)
- Leszek Szczerba - saksofon tenorowy (2,6,9,10), klarnet basowy (5)
- Kamil Barański - fortepian (3), instrumenty klawiszowe (1,2,4,10), dzwonki chromatyczne (11)
- Szymon Kamykowski - saksofon sopranowy (2,6,9,10), saksofon tenorowy (3)
- Robert Szczerba - puzon (2,6,9,10)
- Jakub Puch - trąbka (2,6,9,10)
- Wojtek Fedkowicz - perkusja
- Sławek Berny - instrumenty perkusyjne
- Józef Michalik - kontrabas (3,8)

- Fusion Strings Quartet (2,3,5,8)
  - Paweł Futyma - skrzypce
  - Anna Górecka - skrzypce
  - Paweł Rychlik - altówka
  - Michał Świstak - wiolonczela

### Chórek
- Gosia Markowska
- Ola Królik
- Justyna Motylska
- Ewa Niewdana-Hady
- Grzegorz Sieradzki (1,4,6,10)
- Agnieszka Jurkiewicz (1,4,5,7,10)
- Kasia Konciak (10)
- Agnieszka Kowalska (10)
- Michał Jurkiewicz (2,5,11)

### Gościnnie
- Andrzej Sikorowski - mandolina (9)
- Marek Napiórkowski - gitara (11)
- Robert Kubiszyn - gitary basowe, solo tenor bass (7), kontrabas (11)
- Cezary Konrad - perkusja (6,7,9)
- Zosia Konieczna - skrzypce (2,3,5,8)
- Bartek Staniak - skrzypce (2,3,5,9)
- Ania Migdał-Chojecka - altówka (2,3,5,8)

### Oraz
- Aranżacje, produkcja muzyczna: Michał Jurkiewicz
- współpraca aranżacyjna (3): Kamil Barański
- realizacja dźwięku: Łukasz Błasiński (Woobie Doobie studio B), Bartek Magdoń (Nieustraszeni Łowcy Dźwięków), Tomasz Kubiak
- miks: Bartek Magdoń, Michał Jurkiewicz, Szymon Kamykowski
- mastering: Alex DeTurk (MasterDisk New York)
- zdjęcia: Tomasz Gotfryd
- szata graficzna: Anna Gotfryd-Kolecka
- kaligrafia napisu: Ewa Landowska
- Makietę wykorzystywaną do zdjęć skonstruowali Hubert Wojtczyk oraz Michał Jurkiewicz. W celu uzyskania scenerii zimowej makieta została równomiernie pokryta mąką.[4]
- pokrycie makiety mąką: Agnieszka Jurkiewicz[4]